# Lesnica vára
Lesnica vára (horvátul: Utvrda Lješnica), vár Horvátországban, az Okucsány melletti Cage falu határában.

## Fekvése
A falutól és az Okucsány-Pakrác főúttól keletre, a Psunj-hegység egyik 267 méteres magaslatán állt.

## Története
A kora középkorban a lesnicai birtok az akkor Lesnicának, ma Sloboštinának nevezett patak mentén feküdt. A Szávától a Lesnica keleti partján a Psunj-hegységig terjedő birtok neve „Leznikmelléke” volt. A birtokot II. András 1210-ben kelt oklevele említi először, melyben a templomosok lovagrendjét megerősíti többek között az egykor Pozsega várához tartozott Lesnissa és Racessa földjeinek birtokában és leírja e földek határait. A birtok központja Lesnica vára a falutól és az Okucsány-Pakrác főúttól keletre, a Psunj-hegység egyik 267 méteres magaslatán állt. A várat 1210 után a templomosok építették, majd a rend megszűnése után 1312-ben a johannitáké lett. Lesnicát az 1495-ben és 1507-ben kelt oklevelek már „Lesnahegh” néven említik.

## A vár mai állapota
Lesnica vára a falutól és az Okucsány-Pakrác főúttól keletre, a Psunj-hegység egyik 267 méteres magaslatán, egy 140 méter hosszú és 50 méter széles területen állt, melyet két helyen is várárkok szeltek át. Így a várnak két nagyobb és egy kisebb része van, mely legkeletebbre helyezkedik el. A középső, ovális magaslat 40-szer 35 méteres, melynek déli részén 24-szer 12 méteres négyszögletes épületmaradványok látszanak. Tőle 5 méterre északra védőfal maradványai láthatók, mely a területet hosszában két részre osztja. A nyugati, 35-ször 35 méteres magaslaton épületmaradványok nem láthatók, csak két félköríves bemélyedés található. Talán itt lehettek a vár gazdasági épületei és kiszolgáló helyiségei. A vár területét régészetileg még nem tárták fel.